# Eusarsiella armata
Eusarsiella armata (Synoniem: Sarsiella armata) is een mosselkreeftjessoort uit de familie van de Sarsiellidae. De wetenschappelijke naam van de soort is voor het eerst geldig gepubliceerd in 1965 door Poulsen.